# KLK2
KLK2‏ (Kallikrein related peptidase 2) هوَ بروتين يُشَفر بواسطة جين KLK2 في الإنسان.